# Rainer Philipp
Rainer Philipp (ur. 8 marca 1950 w Bad Nauheim) – niemiecki hokeista grający na pozycji napastnika (lewoskrzydłowego), reprezentant kraju, olimpijczyk.

## Kariera
Z zawodu blacharz. Karierę sportową rozpoczął w juniorach VfL Bad Nauheim, w którym w 1966 roku przeszedł do drużyny seniorskiej, w której grał do 1979 roku, bez większych sukcesów: awans do Bundesligi w sezonie 1966/1967 oraz 3. miejsce w Bundeslidze w sezonie 1973/1974.
Następnie został zawodnikiem Kölner EC, z którym w sezonie 1983/1984 po wygranej rywalizacji w finale z EV Landshut 3:2 zdobył mistrzostwo Niemiec, a także dwukrotnie zajął 3. miejsce w Bundeslidze (1982, 1985).
W 1985 roku otworzył własną firmę blacharską w Kolonii.
W sezonie 1985/1986 reprezentował barwy występującego w 2. Bundeslidze SC Solingen, po czym zakończył karierę sportową.
Łącznie w Bundeslidze rozegrał 717 meczów, w których zdobył 454 gole.

## Kariera reprezentacyjna
Rainer Philipp w latach 1969–1982 w reprezentacji RFN rozegrał 200 meczów, w których zdobył 152 punkty (95 goli, 57 asyst) oraz spędził 63 minuty na ławce kar. Trzykrotnie uczestniczył w zimowych igrzyskach olimpijskich (1972, 1976, 1980). Na turnieju olimpijskim 1976 w Innsbrucku, na którym z reprezentacją RFN pod wodzą selekcjonera Xavera Unsinna zdobył pierwszy od 44 lat medal olimpijski – brązowy medal.
Ponadto 8-krotnie uczestniczył w mistrzostwach świata (1971, 1972, 1973, 1976, 1977, 1978, 1979, 1981).

## Sukcesy

### Zawodnicze
VfL Bad Nauheim
- 3. miejsce w Bundeslidze: 1974
- Awans do Bundesligi: 1967

Kölner EC
- Mistrzostwo Niemiec: 1984
- 3. miejsce w Bundeslidze: 1982, 1985

Reprezentacyjne
- Brązowy medal zimowych igrzysk olimpijskich: 1976

### Indywidualne
- Członek Galerii Sław Niemieckiego Hokeja na Lodzie
- Zastrzeżony numer w Kölner EC: numer 8

## Po zakończeniu kariery
Philipp Rainer po zakończeniu kariery sportowej pozostał w Kölner EC, w którym był m.in.: kierownikiem drużyn młodzieżowych, zawodnikiem tradycyjnej drużyny.

## Życie prywatne
Bratanek Philippa Rainera, Ralf (1966–1985), również był hokeistą. Grali razem w Kölner EC (obaj mają w klubie zastrzeżoną koszulkę z numerem 8).